# Asticta lupina
Asticta lupina là một loài bướm đêm trong họ Erebidae.